# Будинок на вулиці Дорошенка, 17 (Львів)
Будинок за адресою вулиця Дорошенка, 17 у Львові — багатоквартирний житловий чотириповерховий будинок з магазинним приміщенням на першому поверсі. Пам'ятка архітектури місцевого значення № 93.

## Історія
Будинок зведено у 1894 році, архітектор невідомий. З 1905 року власником будинку був міністр справ Галичини Давид Абрагамович, також в будинку жив Станіслав Заревич, відомий у Львові колекціонер та охоронець Історичного музею.
На першому поверсі будинку за польських часів тут була парфумерна фабрика Федера, під назвою «Salfers». Пізніше тут були букіністичний магазин Драбіка і крамниця одягу Бунда. За радянських часів тут був магазин взуття, та кафе «Львівські крученики», який проіснував до середини 2000-х. Зараз тут  ювелірний магазин «Калімантан»

## Архітектура

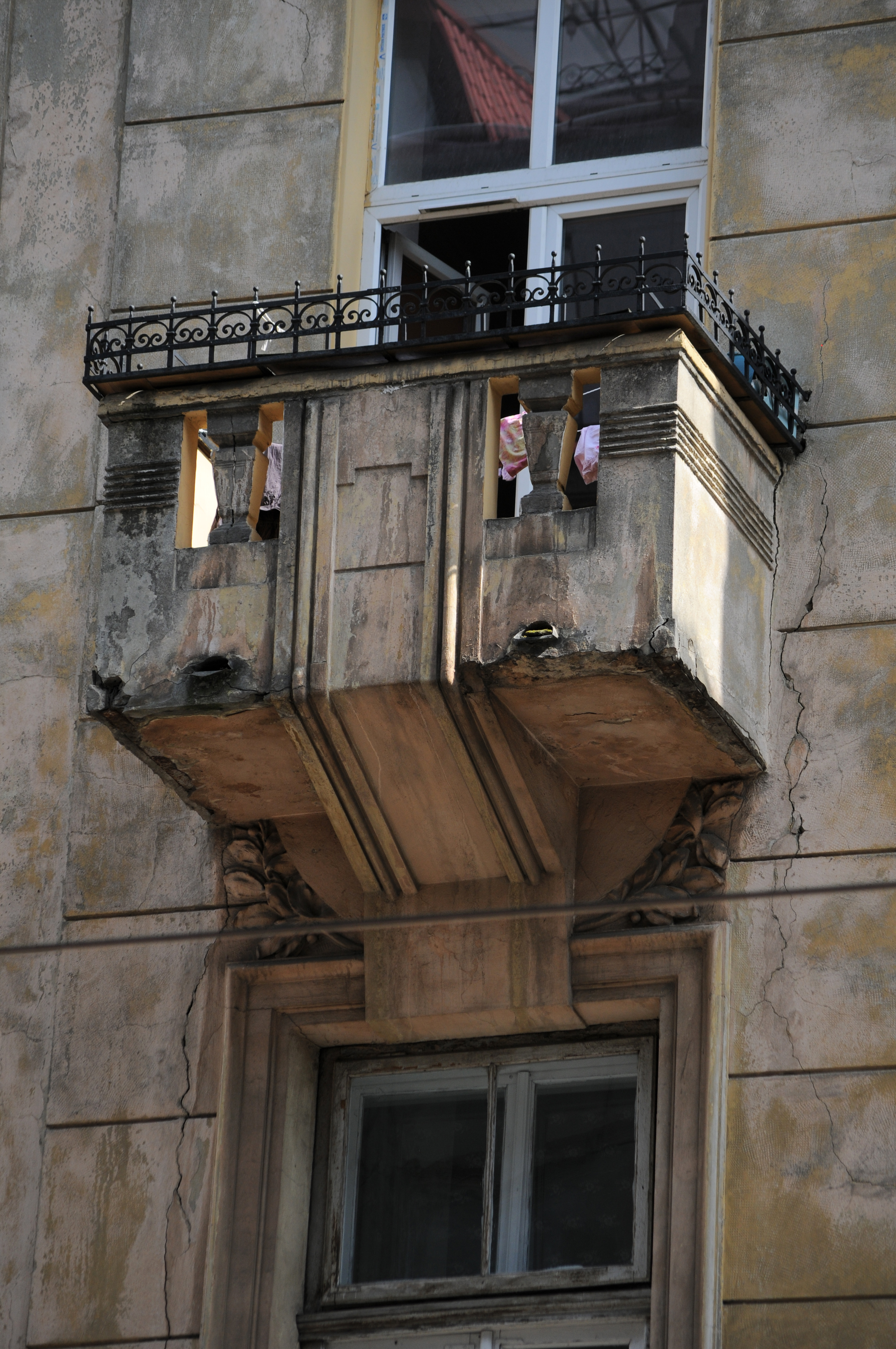
Балкон на будинку

Чотириповерховий цегляний будинок, тинькований, у плані прямокутний. Фасад симетричний з розкрепованими бічними частинами на рівні усіх поверхів крім першого, та розташованим по центральній осі головним вхідним порталом. Бічні розкреповані частини з легким лінійним рустом. Вікна на другому та третьому поверсі центральної часини будинку з профільованим обрамуванням. На третьому поверсі виступають два симетрично розташовані малі балкони, з ліпним огородженням на кронштейнах. На четвертому поверсі по центру фасаду виступає великий балкон, кронштейни якого переходять у картуші. Завершений будинок фронтоном плавного абрису в центральні частині та аттиками в бічних частинах. Зверху на фронтоні ковані ґрати.